# 小野田化学工業
小野田化学工業株式会社（おのだかがくこうぎょう）は、肥料・飼料・建材などの製造を行う化学メーカーである。リン酸化合物、ケイ酸化合物、フッ化物などを主力とする。慶應義塾大学の教授だった山口太郎の発明による焼成燐肥製造法を工業化するために小野田セメントにより発足。山口は2代目の社長となる。

## 主な製品
肥料
- 苦土重焼燐
- くみあいマルチサポート

飼料
- 小野田リンカル、小野田トリカホス（リン酸カルシウム）
- ミネラル混合飼料

飼料添加物
- 酸化マグネシウム
- 硫酸マグネシウム
- 塩化コリン
- リン酸一水素ナトリウム
- 炭酸水素ナトリウム

建材
- カルシライト（ケイ酸カルシウム製軽量耐火被覆建材）
- エースライト（ケイ酸カルシウム製人造木材）

化成品
- アルミニウム精錬用合成氷晶石
- 製鋼用フッ化ナトリウム

## 製造拠点
- 小野田工場 - 〒756-0817 山口県山陽小野田市大字小野田6276
- 門司工場 - 〒801-0804 福岡県北九州市門司区田野浦海岸11-1
- 新潟工場 - 〒950-3101 新潟県新潟市北区太郎代山中1386-2

## 沿革
- 1951年 - 慶應大学教授・山口太郎工学博士が焼成燐肥製造法の開発に成功。
- 1952年 - 小野田セメント中央研究所で焼成燐肥製造法の工業化研究に着手。
- 1955年9月 - 世界で初めて焼成燐肥製造法の工業化に成功。小野田肥料株式会社設立、小野田工場にて焼成燐肥製造開始
- 1956年11月 - 重焼燐製造開始
- 1957年12月 - セメント用化学石膏製造開始
- 1958年6月 - 科学飼料「小野田トリカホス」、酸性フッ化ソーダ販売開始
- 1960年12月 - 門司工場完成
- 1963年6月 - 科学飼料「小野田リンカル」販売開始
- 1964年4月 - 小野田化学工業株式会社に社名変更
- 1967年5月 - 氷晶石の合成に成功
- 1970年9月 - 新潟工場完成
- 1973年5月 - ケイ酸カルシウム建材「カルシライト」製造販売開始
- 1983年9月 - 人造木材「エースライト」製造販売開始